# Die lustigen Weiber von Windsor
Pour les articles homonymes, voir Les Joyeuses Commères de Windsor (homonymie).

Die lustigen Weiber von Windsor, en français Les Joyeuses Commères de Windsor, est un opéra-comique et fantastique en trois actes, composé par Otto Nicolai, avec un livret de Salomon Hermann Mosenthal (1821-1877), inspiré par la comédie du même nom de William Shakespeare.  

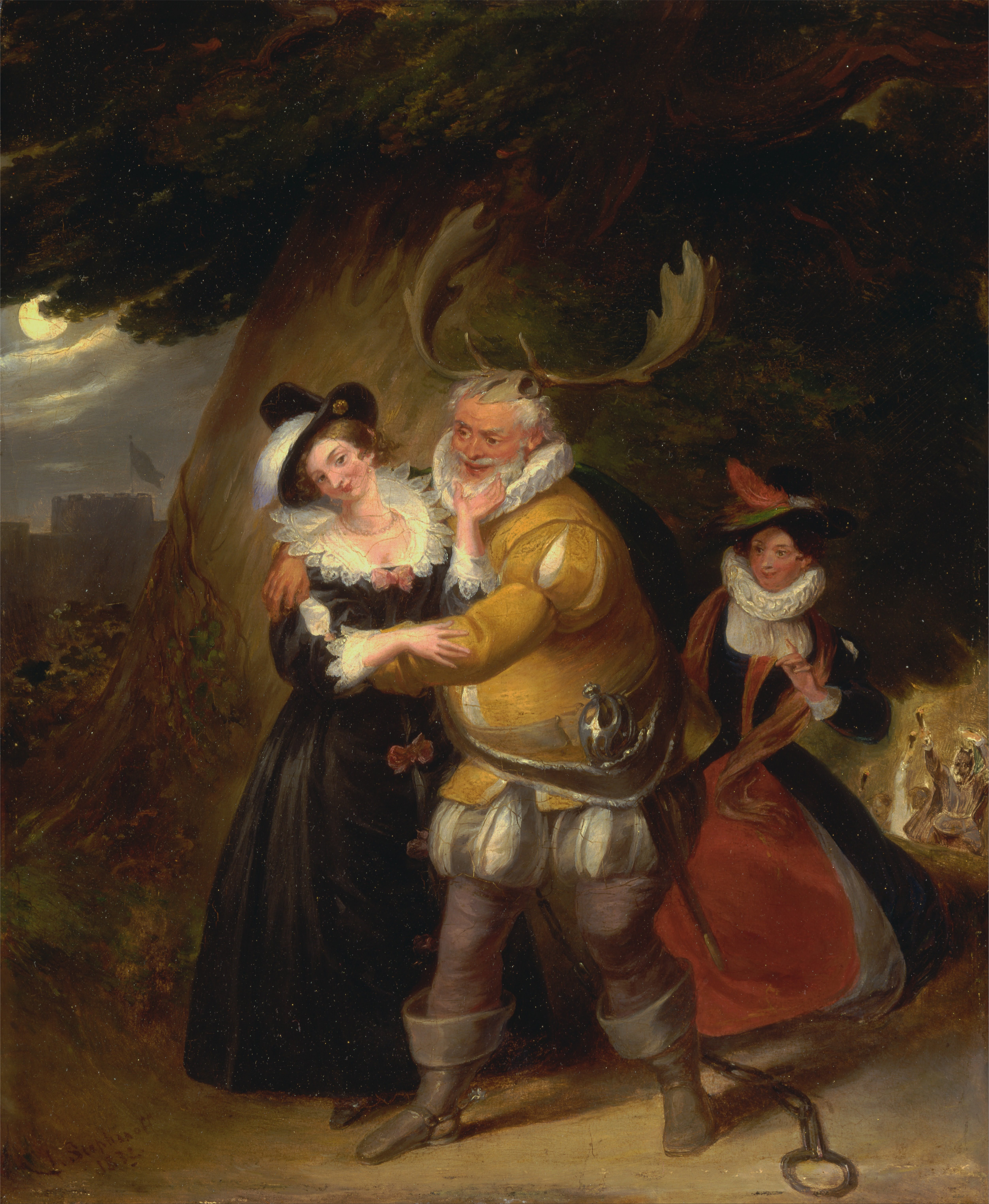
Les Joyeuses Commères de Windsor.

La création eut lieu à Berlin, au Hofoper le 9 mars 1849, deux mois avant la mort du compositeur.
La pièce de Shakespeare Les Joyeuses Commères de Windsor, pièce de circonstance bâtie sur une intrigue bien faible — écrite en deux semaines pour satisfaire la reine Élisabeth Ire, qui, ayant apprécié le personnage de Falstaff dans Henri IV, avait émis le souhait de le retrouver sur scène — inspirera par la suite à Verdi son ultime opéra (Falstaff, 1893), bien plus connu que celui d'Otto Nicolaï.
Seule l’ouverture, particulièrement l’adagio final, connaîtra un certain succès en France – l'emploi de mélodies enlevées proches de celle des Strauss y est certainement pour quelque chose – et passera à la postérité. Il est encore utilisé de temps en temps en illustration sonore (par exemple la scène du tennis dans le film Les aventures extraordinaires d'Adèle Blanc-Sec).
La présence sur le marché de plusieurs versions discographiques allemandes (notamment Artur Rother en 1943, Robert Heger en 1963, Fritz Rieger en 1967, Bernhard Klee en 1976, Helmut Froschauer en 2002 et Ulf Schirmer en 2007) indique que l'opéra Die lustigen Weiber von Windsor a eu une plus belle carrière outre-Rhin.